# Jake bâtard d'Havré
Pour les articles homonymes, voir Jacques.
Jake bâtard d'Havré, chevalier, était un bailli du Boussoit, décédé le 20 janvier 1412.

## Biographie
Il était le fils de Gérard II d'Enghien. Il était châtelain d'Ath, fait chevalier par Guy II de Blois-Châtillon lors de la Bataille de Roosebeke, fut fait Bailli du Boussoit en 1402. 

## Filiation
Jake épouse Marie de La Loge, dame de La Motte en Jemappes, ils eurent comme descendance :
- Jean d'Enghien, seigneur de La Motte;
- Jeanne d'Enghien, épousa en 1408 Bruant de Sars, écuyer;
- Isabelle d'Enghien;
- Marie d'Enghien qui épousa Jean de Frasnes, fils de Quentin de Frasnes et d'Agnès de La Porte;
- Jake d'Enghien, dit de La Motte;
- Heluyt bâtarde de La Motte;
- ? bâtarde de La Motte qui épousa Jean de Nordrange, écuyer.

### Sources
- Étienne Pattou .